# Casque Brodie
Pour les articles homonymes, voir Casque (homonymie) et Brodie.

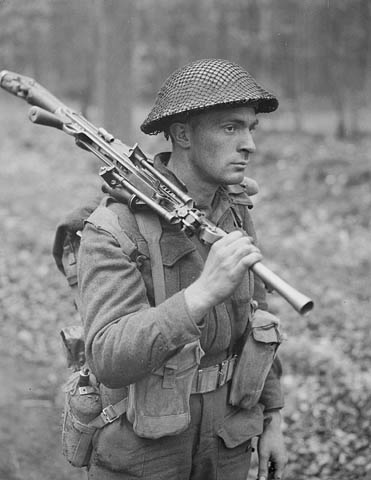
Soldat britannique coiffé du Brodie pendant la Seconde Guerre mondiale.

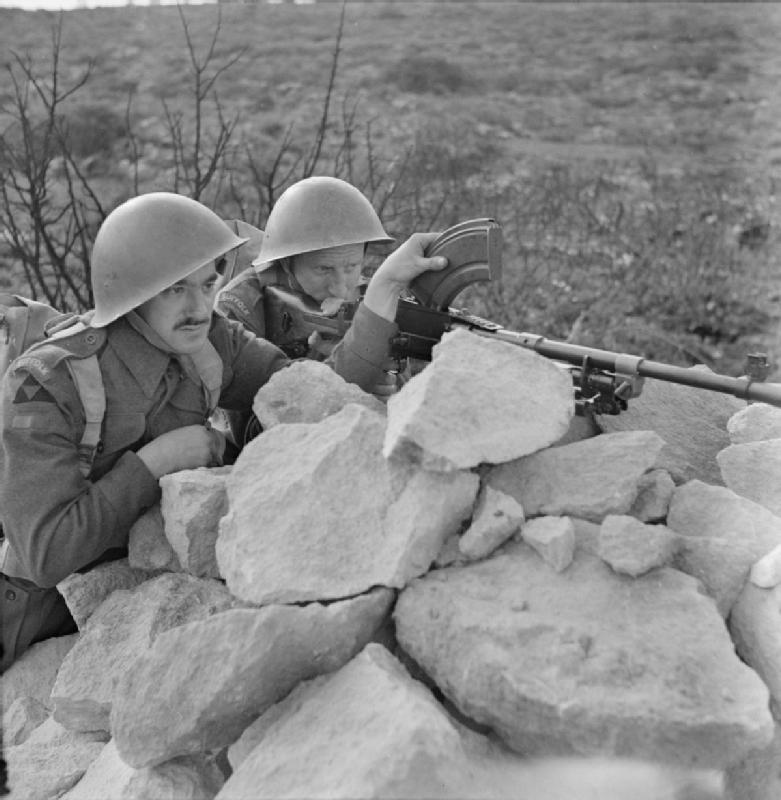
Le successeur du Brodie Mk I.

Le casque Brodie, aussi connu sous les noms de casque Tommy ou de casque shrapnel, est un casque d'acier conçu et breveté en 1915 par John Brodie.

## Histoire

### Contexte
Au début de la Première Guerre mondiale, aucun des pays belligérants n'avait prévu un casque d'acier pour ses combattants. La plupart des soldats allaient au combat avec une coiffure de tissu n'offrant aucune protection contre les armes modernes. Les troupes allemandes étaient munies du casque à pointe, en cuir bouilli avec un couvre-casque de toile pour protéger le cuir, et qui n'offrait aucune protection non plus.
L'armée française subit un grand nombre de pertes dues à des blessures mortelles à la tête, ce qui la conduisit à l'adoption du casque d'acier, d'abord de simples têtières, remplacées par le casque Adrian à l'été 1915. Il remplaça rapidement le képi dans l'armée française, puis fut adopté par les armées belge et italienne. Le War Office fit alors la demande d'un casque similaire.

### Conception
Le département Invention du War Office évalua le casque français. Il le trouva insuffisamment solide et trop complexe pour le faire réaliser par de petites usines. Le modèle de Brodie offrait l'avantage d'être usinable à partir d'une seule feuille de métal pressé, ce qui lui donnait un supplément de force.
Le modèle original (Type A), est fait d'acier normal avec un débord de 4  à   5 cm. Il ne fut produit que pendant quelques semaines, avant que le Type B ne soit introduit. Il est fait d'acier plus résistant, à forte teneur en manganèse, et possède une couronne plus arrondie. Il fut remplacé en mai 1916 par le Mark I, à la surface mate, qui ne brillait donc pas au soleil. En 1917, des rembourrages rendent le casque plus confortable. À la fin de la guerre, les casques portaient, peints, les insignes de l'unité du soldat.

### Utilisation

#### Première Guerre mondiale
Il commença à être distribué à partir de l'automne 1915, mais ne fut disponible en grandes quantités qu'à partir du printemps 1916. C'est lors de la bataille de Saint-Éloi, en avril 1916, qu'on l'utilisa pour la première fois au combat.
Les autres armées de l'Empire britannique utilisèrent aussi le casque Brodie, et l'US Army fit l'acquisition de 400 000 exemplaires en 1917, jusqu'à ce que les États-Unis commencent à en fabriquer en janvier 1918 (ce sont les M1917).

#### Seconde Guerre mondiale
Le casque Brodie fut utilisé dans l'US Army jusqu'en 1942, avec des modifications mineures, jusqu'à ce qu'il soit remplacé par le casque M1 en usage dans l'armée américaine.
Il fut remplacé par le casque Mk.II en 1939  puis le casque Mk.III Turtle back en 1943 dans l'armée britannique. Son descendant, le casque Mk.IV, restant lui-même en service jusque dans les années 1980 - il fut encore porté par les troupes britanniques pendant la Guerre des Falklands et par diverses autres armées européennes, belge notamment.

## Autres noms
Le casque Brodie, de forme circulaire qui lui valut les surnoms de assiette à soupe ou plat à barbe, protège surtout la tête des éclats d'obus.